# O’Connell Street

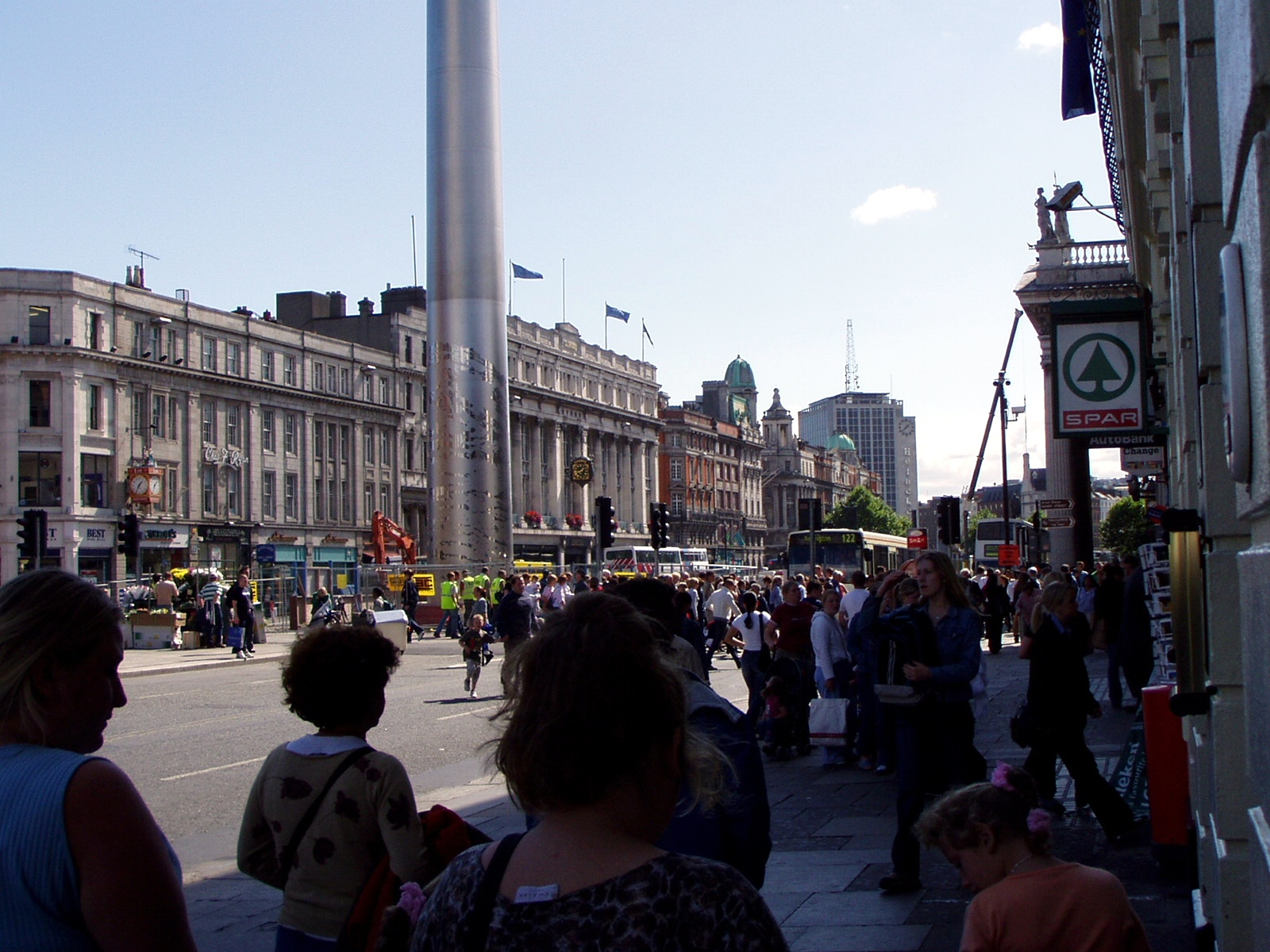
O’Connell Street und der untere Teil des „Spire“

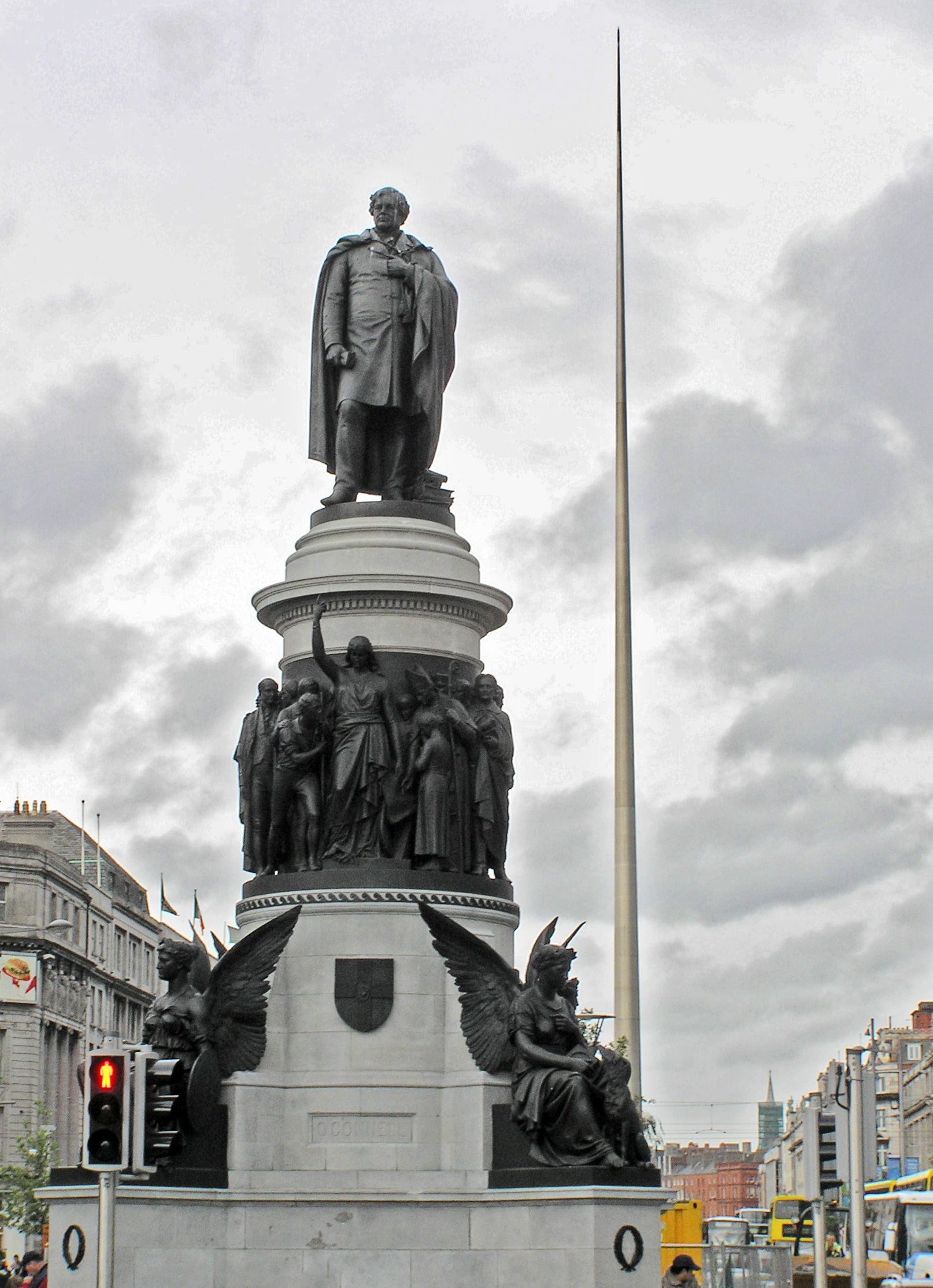
Statue von Daniel O’Connell

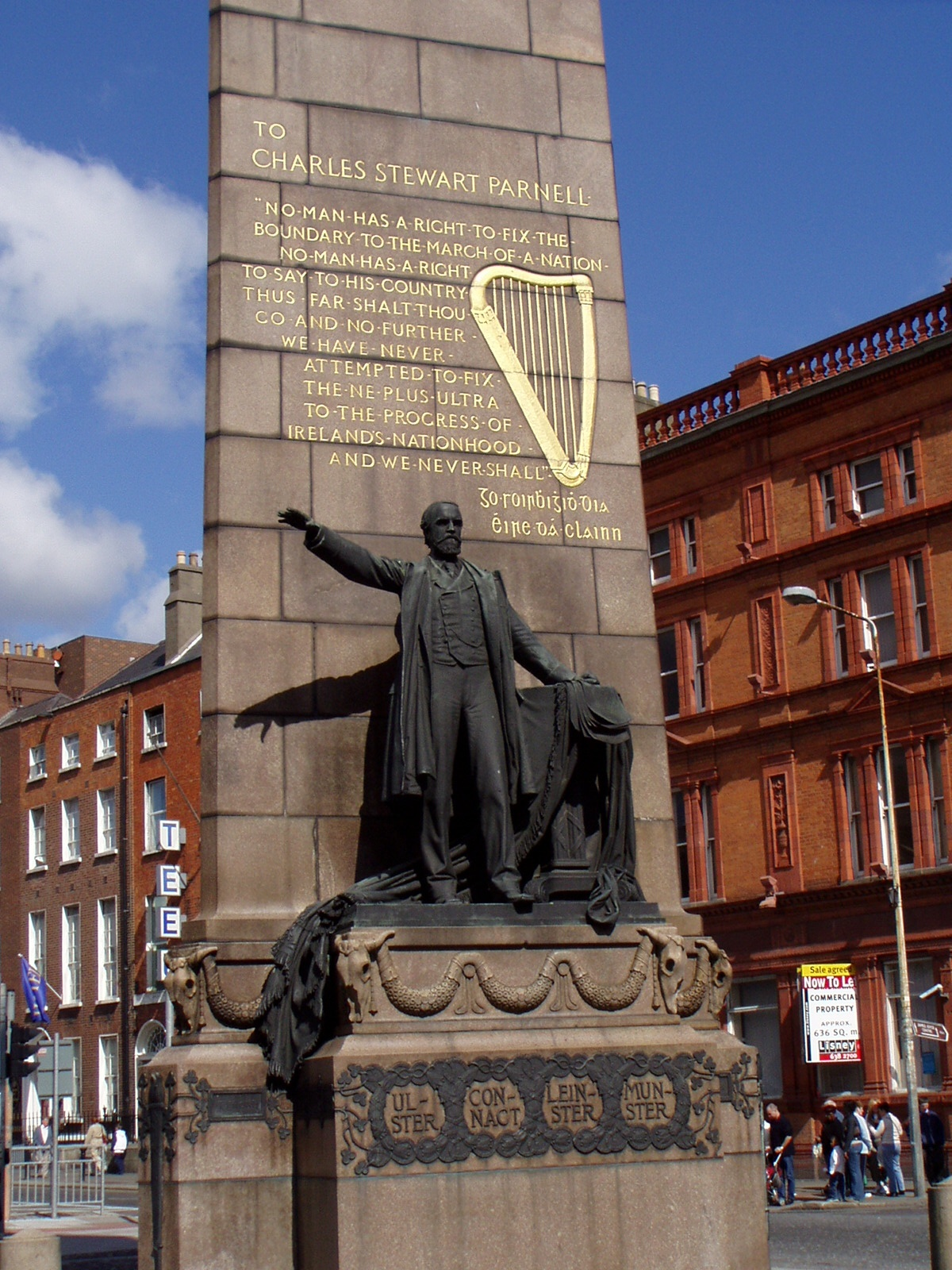
Statue von Charles Stewart Parnell

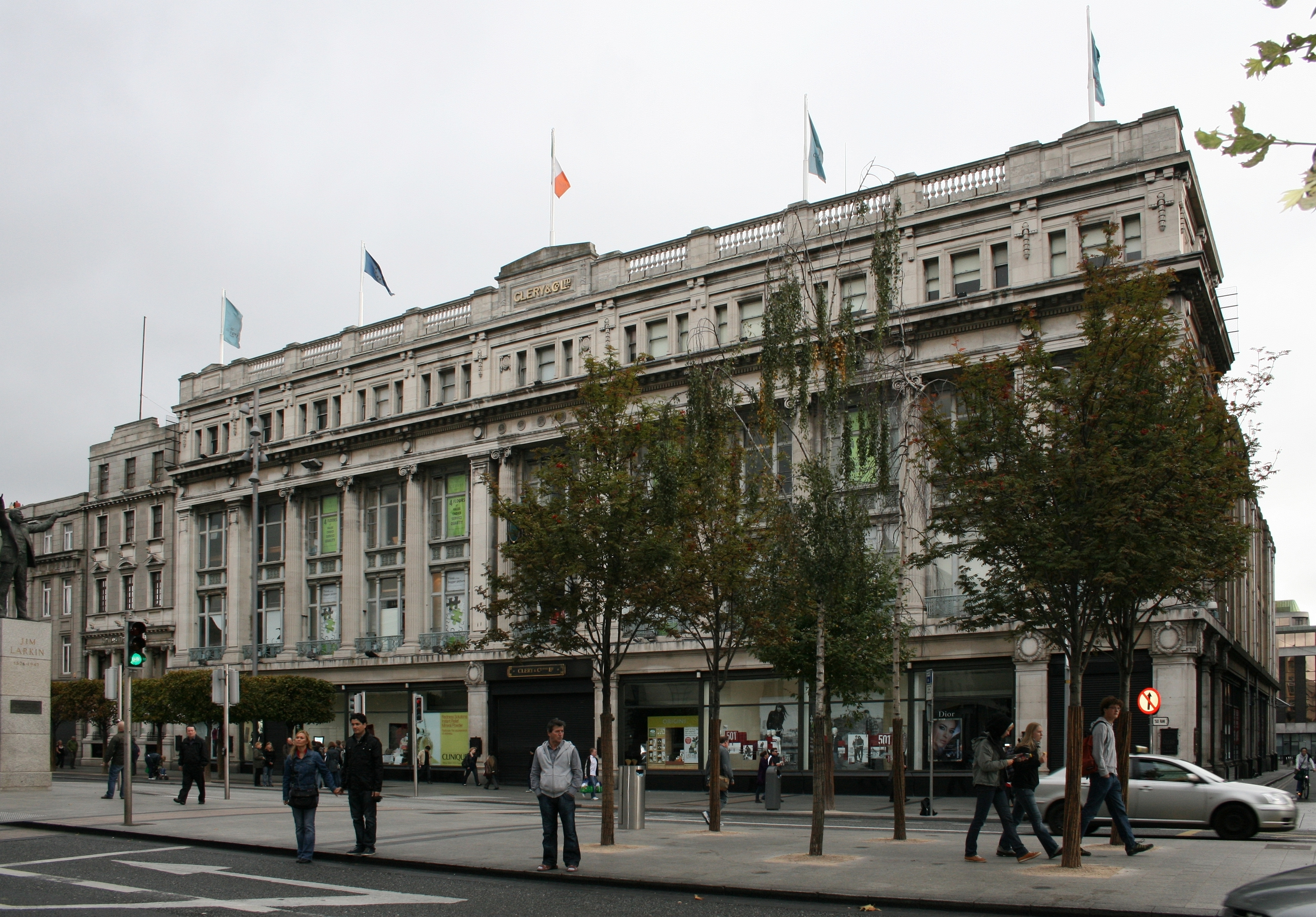
Warenhaus Clery’s

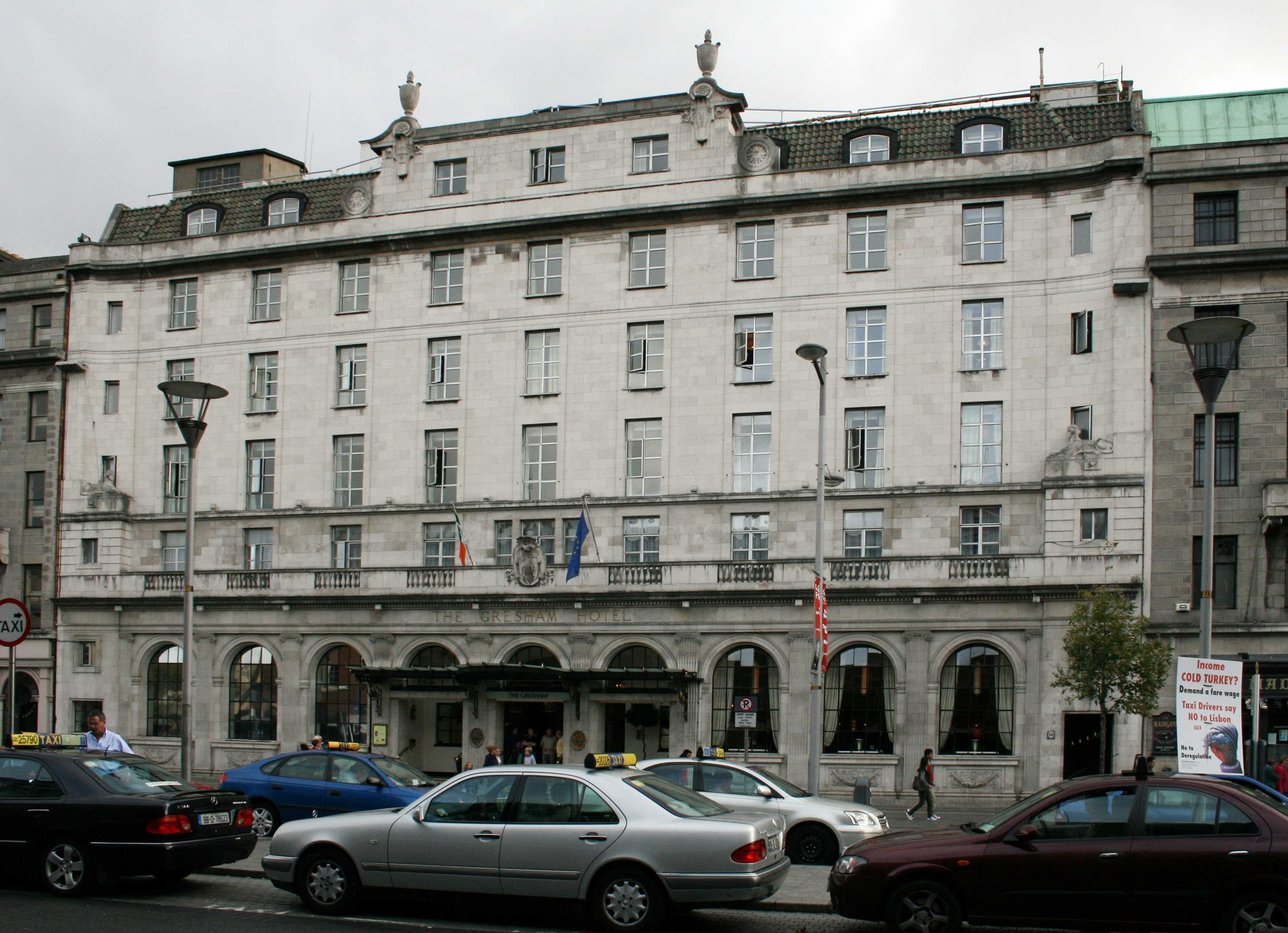
Gresham Hotel

Die O’Connell Street (irisch Sráid Uí Chonaill) ist die Hauptverkehrsstraße der irischen Hauptstadt Dublin. Sie ist 420 m lang und durchschnittlich 49 Meter breit. Bis in die frühen 1920er Jahre hieß sie Sackville Street – bis die Dublin Corporation sie zu Ehren von Daniel O’Connell (einem nationalistischen Führer des frühen 19. Jahrhunderts) umbenannte. Eine Statue von Daniel O’Connell befindet sich auf dem Mittelstreifen am südlichen Ende der Straße, auf den Fluss Liffey blickend. Die Straße befindet sich im nördlichen Teil Dublins.

## Geschichte
Die Straße hat ihren Ursprung in einer Straße namens Drogheda Street aus dem 17. Jahrhundert. Gebaut von Henry Moore, Earl of Drogheda, war sie aber nur ungefähr ein Drittel so breit wie heute und führte vom aktuellen Nordende zur heutigen Kreuzung mit der Abbey Street. In den Jahren um 1740 erwarb der reiche Bankier und Grundstücksspekulant Luke Gardiner als Teil eines viel größeren Grundstücksgeschäfts den nördlichen Teil der Drogheda Street (bis Henry Street). Er riss die westliche Seite der Drogheda Street ab und errichtete einen fast 50 Meter breiten exklusiven Wohnblock. Der neue geordnetere Westteil der Straße beherbergte nun kleinere Häuser, gedacht für Kaufleute. Dahingegen fanden sich auf der Ostseite größere Gebäude – das größte hatte der Earl of Drogheda selbst von Gardiner gemietet. Gardiner baute ebenfalls ein Einkaufszentrum ungefähr im Mittelabschnitt der Straße – verziert mit niedrigen Granitwänden mit Obelisken darauf und Öllampen. Einige Jahre später wurden die ersten Bäume an der Straße gepflanzt. Gardiner benannte diesen neuen Teil Sackville Street, auch als Sackvill Mall oder Gardiner’s Mall bekannt – oder einfach für die meisten Leute: The Mall. Es war immer Gardiners Vorhaben, die Straße bis zur Liffey weiterzuführen, doch er starb in den frühen 1750er Jahren und sein Sohn übernahm seinen Besitz.
Erst im Jahre 1777 bekam die Planungsbehörde der Stadt (die Wide Streets Commission) eine Subvention vom Parlament zur Umsetzung von Gardiners Plan. In den nächsten 10 bis 15 Jahren wurden unzählige Wohnstätten und andere Gebäude abgerissen, so dass die Verlängerung der Straße gebaut werden konnte. Nach deren Fertigstellung in den Jahren 1785 bis 1790 war sie eine der prachtvollsten europäischen Straßen – wenn nicht sogar die prachtvollste ihrer Zeit. Den Erfolg der Straße krönte die Fertigstellung der 'Carlisle Bridge' – heute O’Connell Bridge, entworfen 1793 von James Gandon für Fußgänger und dann 1795 auch für den sonstigen Verkehr.
Die Straße selbst wurde bis in das frühe 20. Jahrhundert hauptsächlich von georgianischen und viktorianischen Gebäuden gesäumt. Doch der Osteraufstand im Jahre 1916, als eine Gruppe von Irish Volunteers das Hauptpostamt (General Post Office – GPO) besetzen und die Irische Republik proklamierten, führte zur Bombardierung der Straße durch Artillerie. Ein Großteil der Straße wurde zerstört – inklusive der kompletten Ostseite bis zur Cathedral Street und der westlichen Häuserreihe zwischen dem Postamt und der Abbey Street. Glücklicherweise wurden die neu aufgebauten Gebäude kaum während des folgenden Irish Civil War (1922/1923) beschädigt. Die Schäden beschränkten sich hauptsächlich auf den Nordteil der Straße mit der Häuserreihe nördlich von Cathedral Street bis Parnell Square und einigen Gebäuden auf der nordwestlichen Seite der Straße. Daher steht heute lediglich ein georgianisches Stadthaus an der Straße, obwohl noch andere georgianische Gebäude an der Ecke zur Henry Street stehen und es noch einige Gebäude hinter viktorianischen Fassaden am Südende der Straße gibt. Das Hauptpostamt selbst wurde 1916 zerstört und erst von 1924 bis 1929 wieder aufgebaut.
Heute stammen die meisten Gebäude entlang der Straße aus den 1920er und 1930er Jahren. Neben dem Hauptpostamt sind die bekanntesten Gebäude das Gresham Hotel (1927 fertiggestellt), das Royal Dublin Hotel (1963) und das Kaufhaus Clerys (neueröffnet 1922). Aufgrund schlechter Planung in den 70er und 80er Jahren eröffneten hier Billigläden und Burger-Ketten. Nach einigen Jahrzehnten der Verwahrlosung erfährt die Straße nun wieder eine Art Renaissance – u. a. mit dem im Januar 2003 errichteten 120 Meter hohen Spire of Dublin.
Dubliner, die bekannt dafür sind, allen möglichen Monumenten Spitznamen zu geben, nennen die O’Connell Street auch the street of the Three Adulturers (die Straße der drei Ehebrecher). Der Name bezieht sich auf die Behauptungen über Ehebruch, die gegen die drei Hauptfiguren der Straße (Parnell, Nelson und O’Connell) bekannt wurden.

## Statuen entlang der Straße (von Süden nach Norden)
- Die Statue von Daniel O’Connell – der treibenden Kraft in Irlands Politik von den späten 1820er Jahren bis zu seinem Tod 1847; der heutige Namensgeber der Straße. Erbaut von 1864 bis 1883 von John Foley.
- Die Statue von William Smith O’Brien, Politiker.
- Die Statue von Sir John Gray.
- Die Statue von James Larkin – dem Anführer des Dubliner Generalstreiks von 1913.
- Die Statue von Father Theobald Mathew (1790–1856) – eines Vorkämpfers der Bewegung für Alkoholabstinenz.
- Der Spire of Dublin. (Früher stand an dieser Stelle die Nelson-Säule (Nelson’s Pillar), die 1966 von der IRA mit einer Bombe gesprengt wurde.)
- Die Statue von Charles Stewart Parnell, einem politischen Führer im Irland des späten 19. Jahrhunderts.

## Weitere Sehenswürdigkeiten
- Das Hauptpostamt (GPO)
- Die O’Connell Bridge am Südende der Straße
- Die Prokathedrale St. Marien (in der Marlborough Street, einer Nebenstraße): die 'de facto katholische Kathedrale' Dublins, obwohl sie niemals offiziell den Status einer Kathedrale erhalten hat.
- Das Warenhaus Clery’s
- Das Gresham Hotel